# Poder Supremo
Poder Supremo é uma série de histórias em quadrinhos, situada em uma Terra paralela do Universo Marvel, editada pela Marvel Comics. Foi publicada nos E.U.A em 18 edições (de outubro de 2003 a outubro de 2005). No Brasil, foi publicada pela Panini Comics no título mensal "Marvel MAX", edições #06 (fevereiro de 2004) até #43 (março de 2007), com algumas edições sem a publicação do grupo. Teve roteiro de J. Michael Straczynski e arte de Gary Frank. A série é protagonizada pelo "Esquadrão Supremo" (ver Esquadrão Sinistro), personagens de uma Terra paralela e que foram inspirados na Liga da Justiça da editora rival da Marvel, a DC Comics.

## Perfil
A série mostrava o surgimento de seres poderosos e como os mesmos poderiam afetar radicalmente toda a sociedade. Assim como outras séries do selo MAX, foram exibidas diversas cenas de violência e nudez durante o avançar da trama.

## Principais Personagens
Hipérion - é o personagem principal da série. É capaz de voar, é invulnerável, dispara rajadas pelos olhos e atinge velocidades inimagináveis para um humano. Ele veio até o planeta Terra em uma espaçonave e foi criado desde criança pelo governo dos Estados Unidos da América.
Tufão - É um velocista que não se interessava inicialmente por fama e notoriedade, tomando muito cuidado ao utilizar seus dons para não ser visto e/ou fotografado. Inicialmente, ficou conhecido como "Borrão de Atlântida".
Anfíbio - Abandonado pelos seus pais devido à sua aparência, esse ser é capaz de se movimentar livremente pelos mares. Ela não é capaz de articular palavras e cresceu sozinha.
Doutor Espectro - Membro do exército que se submeteu a uma experiência com um cristal que veio junto da nave de Hipérion e que teve o mesmo irremediavelmente fixado em seu pulso. O estranho artefato é capaz de criar campos luminosos, disparos energéticos, dentre outras coisas.

## Enredo

### Contato (Supreme Power 1 a 6)
Essas edições mostram a chegada de Hipérion até a Terra e o surgimento dos outros Especiais.

### Poder e arbitrariedade (Supreme Power 7 a 12)
Já adultos, os personagens interagem e Hipérion se revolta com o governo, ao descobrir a verdade sobre sua criação.

### Arco final da primeira série (Supreme Power 13 a 18)
Hipérion, Falcão Noturno e o "Borrão de Atlântida" enfrentam um assassino serial dotado de superforça.

### Série 2 (Squadron Supreme 1 a 7)
O governo reúne os seres superpoderosos em uma equipe. Nessa nova série, outros personagens são introduzidos.